# Перетворення Ейлера
Перетворення Ейлера — частинний випадок контактних перетворень, який використовується для розв'язання (лінеаризації) деяких нелінійних рівнянь з частинними похідними.

## Визначення
Перетворення Ейлера визначається співвідношеннями
{\displaystyle w(x,y)+u(\xi ,\eta )=x\xi ,x=u_{\xi },y=\eta }, де
{\displaystyle u}- нова залежна змінна, а
{\displaystyle \xi ,\eta } - нові незалежні змінні.

## Приклади застосування перетворень Ейлера
- Нелінійне рівняння

{\displaystyle w_{y}w_{xx}+a=0,}
за допомогою перетворення можна звести до лінійного рівняння теплопровідності
{\displaystyle u_{\eta }=au_{\xi \xi }.}
- Нелінійне рівняння

{\displaystyle w_{xy}=aw_{y}w_{xx},}
лінеаризується до рівняння типу
{\displaystyle u_{\xi \eta }=au_{\eta }.}